# Tennessee de l'Est
 (mai 2020).
Le contenu est difficilement compréhensible vu les erreurs de traduction, qui sont peut-être dues à l'utilisation d'un logiciel de traduction automatique.
 (août 2022).

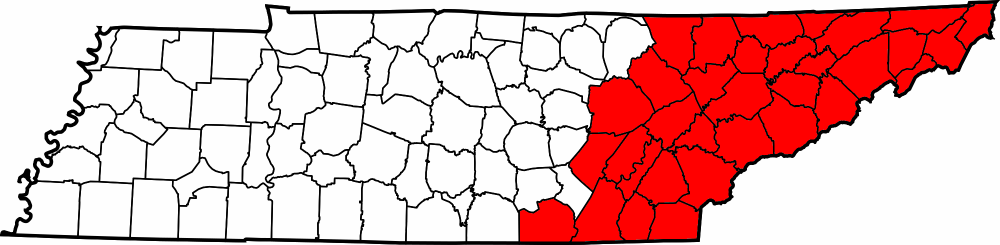
Carte du Tennessee avec en rouge, les comtés de l'est du Tennessee.

Le Tennessee de l'Est (en anglais East Tennessee) comprend environ le tiers oriental du Tennessee,  État du Sud des États-Unis. C'est l'une des trois grandes divisions du Tennessee — avec le Tennessee central et le Tennessee de l'Ouest — définies par la loi de l'État. L'East Tennessee comprend 33 comtés dont 30 sont situés dans le fuseau horaire de l'Est et trois  dans le fuseau horaire central : les comtés de Bledsoe, de Cumberland et de Marion. Le Tennessee de l'Est est entièrement situé dans les Appalaches, bien que les formes de relief s'étendent des montagnes densément boisées hautes de 1 800 m aux larges vallées fluviales. Les principales villes de la région sont Knoxville, Chattanooga et Johnson City, respectivement troisième, quatrième et neuvième plus grandes villes du Tennessee.
Le Tennessee de l'Est fait partie à la fois géographiquement et culturellement des Appalaches, chaine de montagne courant à l'est des États-Unis et du Canada. Il a été inclus — avec l'ouest de la Caroline du Nord, la Géorgie du Nord, l'est du Kentucky, la Virginie du Sud-Ouest et l'État de Virginie-Occidentale — dans chaque définition majeure donnée pour la région des Appalaches depuis le début du XXe siècle. Le Tennessee de l'Est abrite le parc national des Great Smoky Mountains, parc national américain le plus visité, et des centaines de petites zones de loisirs. Le Tennessee de l'Est est souvent appelé le berceau de la musique country, en grande partie à cause des sessions d'enregistrement de Victor en 1927 à Bristol, et tout au long des XXe et XXIe siècles, la région a produit un flux constant de musiciens de renommée nationale et internationale. Oak Ridge a été le site des premières opérations d'enrichissement d'uranium réussies au monde qui ont ouvert la voie à l'ère atomique. La Tennessee Valley Authority, créée lors du New Deal, pour stimuler le développement économique et aider à moderniser l'économie et la société de la région, a son siège administratif à Knoxville et ses centrales électriques à Chattanooga.

## Géographie
Contrairement aux désignations géographiques des régions de la plupart des États américains, le terme Tennessee de l'Est a une signification juridique et socioéconomique. La région, avec le Tennessee central et le Tennessee de l'Ouest, constitue l'une des trois grandes divisions de l'État. Selon la Constitution de l'État du Tennessee, pas plus de deux des cinq juges de la Cour suprême du Tennessee (en) ne peuvent provenir d'une même grande division. La Cour suprême fait alterner les réunions dans les palais de justice de chacune des trois divisions. Le bâtiment de la Cour suprême pour l'Est du Tennessee est à Knoxville. Une règle similaire s'applique également à certaines autres commissions de l'État afin d'éviter qu'elles ne présentent un biais géographique.

## Topographie
Le Tennessee de l'Est comprend des parties de trois grandes divisions géologiques — la Blue Ridge à la frontière avec la Caroline du Nord à l'est, les Ridge-and-Valley Appalachians (généralement appelées « Great Appalachian Valley » ou « Tennessee Valley ») au centre, et le plateau de Cumberland à l'ouest, en bordure du Tennessee central.
La section Blue Ridge comprend la section ouest (ou « Unaka ») de la province de Blue Ridge, dont la crête forme la majeure partie de la frontière entre le Tennessee et la Caroline du Nord et se compose des parties les plus élevées de l'État, y compris le dôme Clingmans, le point culminant de l'État avec 2 025 mètres.  La Blue Ridge est subdivisée en plusieurs sous-gammes — les montagnes de fer, les montagnes Roan et les montagnes chauves au nord, les Great Smoky Mountains au centre, et les montagnes Unicoi et Little Frog et Big Frog Mountain au sud.  La majeure partie de la section Blue Ridge est fortement boisée et protégée par diverses zones étatiques et fédérales, dont les plus grandes comprennent le parc national des Great Smoky Mountains et la forêt nationale de Cherokee.

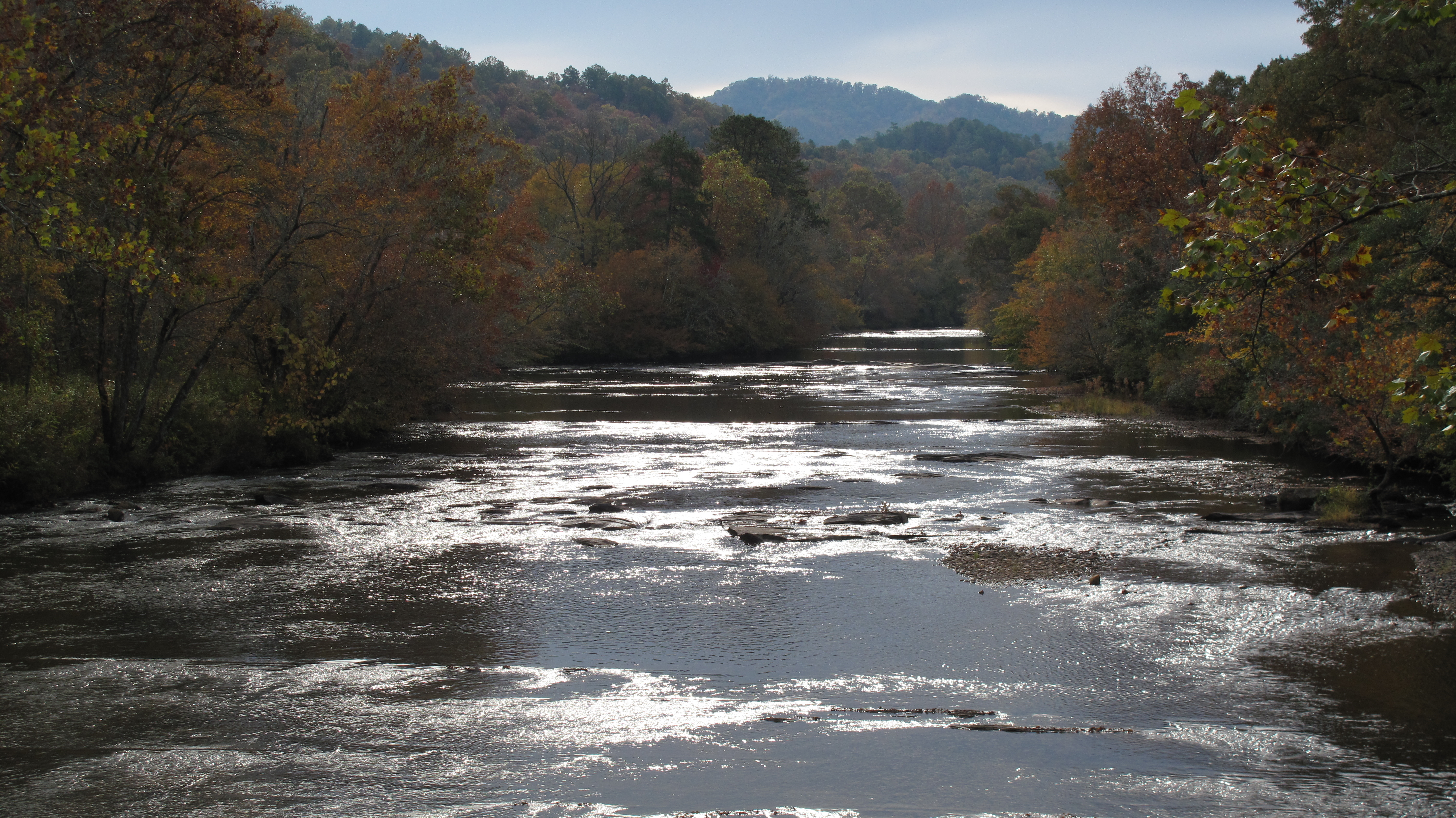
Rivière de Little Tennessee.

Principales formes de relief de l'est du Tennessee.
La section Ridge-and-Valley, souvent appelée la vallée du Tennessee ou « Great Valley », est la partie la plus vaste et la plus peuplée de la région. Elle  se compose d'une série de crêtes allongées alternant avec de larges vallées fluviales orientées approximativement du nord-est au sud-ouest. La caractéristique la plus notable de cette partie, la rivière Tennessee, se forme au confluent des rivières Holston et French Broad à Knoxville, et se jette vers le sud-ouest jusqu'à Chattanooga, où elle pénètre dans les gorges de la rivière Tennessee. Les autres rivières notables du bassin versant supérieur du Tennessee comprennent les rivières Clinch, Nolichucky, Watauga, Emory, Little Tennessee, Hiwassee, Sequatchie et Ocoee . Les « crêtes » notables de la chaîne Ridge-and-Valley comprennent Clinch Mountain, Bays Mountain et Powell Mountain.
Le plateau de Cumberland s'élève à près de 300 m au-dessus de la vallée du Tennessee, s'étendant du Cumberland Gap à la frontière Tennessee-Kentucky-Virginie vers le sud-ouest jusqu'à la frontière avec l'Alabama. Le « Tennessee Divide » longe la partie ouest du plateau et sépare les bassins versants des fleuves Tennessee et Cumberland. Les comtés du plateau situés principalement à l'est de ce fossé — c'est-à-dire Cumberland, Morgan et Scott — sont regroupés avec l'est du Tennessee, tandis que les comtés du plateau à l'ouest de ce fossé (Fentress, Van Buren et Grundy) sont considérés comme faisant partie du Tennessee central. Trois comtés — Bledsoe, Sequatchie et Marion — sont situés dans la vallée de Sequatchie, une longue vallée étroite dans la partie sud du plateau de Cumberland. Ces trois comtés faisaient traditionnellement partie de l'Est du Tennessee. Cependant, les comtés de Sequatchie et Marion ont été réaffectés à la grande division du Middle Tennessee vers 1932. Le comté de Marion a ensuite été renvoyé dans l'est du Tennessee, mais le comté de Sequatchie fait officiellement partie du Middle Tennessee.   Une section détachée notable du Plateau est la Montagne Lookout, qui surplombe Chattanooga.

### Comtés
- Anderson
- Bledsoe
- Blount
- Bradley
- Campbell
- Carter
- Claiborne
- Cocke
- Cumberland
- Grainger
- Greene
- Hamblen
- Hamilton
- Hancock
- Hawkins
- Jefferson
- Johnson
- Knox
- Loudon
- McMinn
- Marion
- Meigs
- Monroe
- Morgan
- Polk
- Rhea
- Roane
- Scott
- Sevier
- Sullivan
- Unicoi
- Union
- Washington

Le site Internet officiel du tourisme du Tennessee a une définition du Tennessee oriental légèrement différente de la définition légale ; le site exclut le comté de Cumberland tout en incluant les comtés de Grundy et Sequatchie.

### Villes
Les principales villes du Tennessee de l'Est sont Knoxville (près du centre du Tennessee de l'Est), Chattanooga (dans le sud-est du Tennessee à la frontière avec la Géorgie) et les « Tri-Cities » de Bristol, Johnson City et Kingsport situées dans l'extrême nord-est de l'État. La section Blue Ridge de l'État est beaucoup moins peuplée, ses principales villes étant Elizabethton, Gatlinburg et Tellico Plains. Crossville et Jasper sont des villes importantes de la région du Plateau.

#### Villes de plus de10 000 habitants(estimations de 2016)

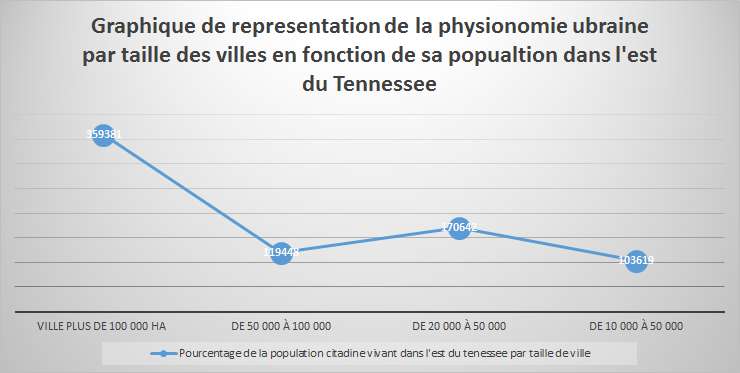
Graphique de représentation de la structure de la population de l'Est du Tennessee en fonction de la catégorisation des villes montre clairement une polarisation au profit des grandes villes et des bourgs ruraux au détriment des villes moyennes en ce qui concerne l'aménagement du territoire et selon une estimation de 2016.

- Knoxville (pop. 183 927)
- Chattanooga (pop. 175 462)
- Johnson City (pop. 66 677)
- Kingsport (pop. 52 771)
- Cleveland (pop. 44,271)
- Morristown (pop. 26 966)
- Oak Ridge (pop. 29 330)
- Maryville (pop. 28 703)
- Bristol (pop. 27 109)
- Farragut (pop. 22 282)
- East Ridge (pop. 21 311)
- Sevierville (pop. 16 665)
- Greeneville (pop. 15 062)
- Elizabethton (pop. 13 854)
- Athènes (pop. 13 748)
- Soddy-Daisy (pop. 13 217)
- Vallée du Milieu (pop. 12 699)
- Red Bank (pop. 11 813)
- Crossville (pop. 11 455)
- Clinton (pop. 10 106)

## Climat
| Données climatiques pour l'aéroport métropolitain de Chattanooga, Tennessee (normales de 1981 à 2010, extrêmes de 1879 à nos jours) | Données climatiques pour l'aéroport métropolitain de Chattanooga, Tennessee (normales de 1981 à 2010, extrêmes de 1879 à nos jours) | Données climatiques pour l'aéroport métropolitain de Chattanooga, Tennessee (normales de 1981 à 2010, extrêmes de 1879 à nos jours) | Données climatiques pour l'aéroport métropolitain de Chattanooga, Tennessee (normales de 1981 à 2010, extrêmes de 1879 à nos jours) | Données climatiques pour l'aéroport métropolitain de Chattanooga, Tennessee (normales de 1981 à 2010, extrêmes de 1879 à nos jours) | Données climatiques pour l'aéroport métropolitain de Chattanooga, Tennessee (normales de 1981 à 2010, extrêmes de 1879 à nos jours) | Données climatiques pour l'aéroport métropolitain de Chattanooga, Tennessee (normales de 1981 à 2010, extrêmes de 1879 à nos jours) | Données climatiques pour l'aéroport métropolitain de Chattanooga, Tennessee (normales de 1981 à 2010, extrêmes de 1879 à nos jours) | Données climatiques pour l'aéroport métropolitain de Chattanooga, Tennessee (normales de 1981 à 2010, extrêmes de 1879 à nos jours) | Données climatiques pour l'aéroport métropolitain de Chattanooga, Tennessee (normales de 1981 à 2010, extrêmes de 1879 à nos jours) | Données climatiques pour l'aéroport métropolitain de Chattanooga, Tennessee (normales de 1981 à 2010, extrêmes de 1879 à nos jours) | Données climatiques pour l'aéroport métropolitain de Chattanooga, Tennessee (normales de 1981 à 2010, extrêmes de 1879 à nos jours) | Données climatiques pour l'aéroport métropolitain de Chattanooga, Tennessee (normales de 1981 à 2010, extrêmes de 1879 à nos jours) | Données climatiques pour l'aéroport métropolitain de Chattanooga, Tennessee (normales de 1981 à 2010, extrêmes de 1879 à nos jours) |
| Mois | Jan | fév | Mar | avr | Mai | Juin | juil | Août | SEP | oct | nov | déc | An |
| --- | --- | --- | --- | --- | --- | --- | --- | --- | --- | --- | --- | --- | --- |
| Record élevé ° F (° C) | 78 (26) | 81 (27) | 89 (32) | 93 (34) | 99 (37) | 107 (42) | 107 (42) | 105 (41) | 104 (40) | 100 (38) | 86 (30) | 78 (26) | 107 (42) |
| Maximum moyen ° F (° C) | 67,9 (19,9) | 72,5 (22,5) | 80,7 (27.1) | 86,4 (30,2) | 89,4 (31,9) | 94,9 (34,9) | 97,1 (36,2) | 96,4 (35,8) | 92,3 (33,5) | 84,7 (29,3) | 77,0 (25,0) | 68,0 (20,0) | 98,4 (36,9) |
| Moyenne haute ° F (° C) | 50,2 (10.1) | 54,8 (12,7) | 63,7 (17,6) | 72,7 (22,6) | 79,9 (26,6) | 87,1 (30,6) | 90,2 (32,3) | 89,6 (32,0) | 83,2 (28,4) | 73,1 (22,8) | 62,3 (16.8) | 52,1 (11.2) | 71,7 (22.1) |
| Moyenne basse ° F (° C) | 30,7 (−0,7) | 34,0 (1.1) | 40,7 (4.8) | 48,3 (9.1) | 57,3 (14.1) | 65,8 (18.8) | 69,7 (20,9) | 69,2 (20,7) | 61,8 (16,6) | 49,9 (9,9) | 40,2 (4.6) | 33,1 (0,6) | 50,1 (10.1) |
| Minimum moyen ° F (° C) | 13,1 (−10,5) | 17,5 (−8,1) | 24,7 (−4,1) | 32,6 (0,3) | 43,2 (6.2) | 55,1 (12.8) | 62,2 (16.8) | 60,8 (16.0) | 48,0 (8,9) | 34,1 (1.2) | 25,6 (−3,6) | 17,4 (−8,1) | 9,9 (−12,3) |
| Record faible ° F (° C) | −10 (−23) | −10 (−23) | 2 (−17) | 25 (−4) | 34 (1) | 39 (4) | 51 (11) | 50 (dix) | 36 (2) | 22 (−6) | 4 (−16) | -2 (−19) | −10 (−23) |
| Précipitations moyennes pouces (mm)                                                                                                 | 4,91 (125) | 4,84 (123) | 4,98 (126 | 3,99 (101) | 4.10 (104) | 4,05 (103) | 4,91 (125) | 3,48 (88) | 4,04 (103) | 3.28 (83) | 5,00 (127) | 4,90 (124) | 52,48 (1 333) |
| Chutes de neige moyennes pouces (cm)                                                                                                | 1,7 (4.3) | 0,6 (1.5) | 1.2 (3.0) | 0,1 (0,25) | 0 (0) | 0 (0) | 0 (0) | 0 (0) | 0 (0) | 0 (0) | trace | 0,3 (0,76) | 3.9 (9,9) |
| Jours de précipitation moyens (≥ 0,01 po)                                                                                           | 10,7 | 10.2 | 10,7 | 9.5 | 10,6 | 10,4 | 11,7 | 9.4 | 8.0 | 7.7 | 9,6 | 11.1 | 119,6 |
| Jours de neige moyens (≥ 0,1 po) | 1.0 | 0,9 | 0,3 | 0 | 0 | 0 | 0 | 0 | 0 | 0 | 0,1 | 0,4 | 2.7 |
| Humidité relative moyenne (%) | 71,2 | 68,2 | 65,9 | 63,8 | 71,5 | 73,1 | 74,9 | 76,0 | 77,0 | 74,6 | 73,5 | 72,9 | 71,9 |
| Heures d'ensoleillement mensuelles moyennes                                                                                         | 147,0 | 155,6 | 200,5 | 240,2 | 275,6 | 275,5 | 265,2 | 256,8 | 227,9 | 218,8 | 158,7 | 140,4 | 2 562,2 |
| Pourcentage de soleil possible | 47 | 51 | 54 | 61 | 64 | 63 | 60 | 62 | 61 | 63 | 51 | 46 | 58 |
| Source: NOAA (humidité relative et soleil 1961–1990)                                                                                | | | | | | | | | | | | | |

| Données climatiques pour Knoxville (aéroport McGhee Tyson), normales de 1981 à 2010, extrêmes de 1871 à nos jours | Données climatiques pour Knoxville (aéroport McGhee Tyson), normales de 1981 à 2010, extrêmes de 1871 à nos jours | Données climatiques pour Knoxville (aéroport McGhee Tyson), normales de 1981 à 2010, extrêmes de 1871 à nos jours | Données climatiques pour Knoxville (aéroport McGhee Tyson), normales de 1981 à 2010, extrêmes de 1871 à nos jours | Données climatiques pour Knoxville (aéroport McGhee Tyson), normales de 1981 à 2010, extrêmes de 1871 à nos jours | Données climatiques pour Knoxville (aéroport McGhee Tyson), normales de 1981 à 2010, extrêmes de 1871 à nos jours | Données climatiques pour Knoxville (aéroport McGhee Tyson), normales de 1981 à 2010, extrêmes de 1871 à nos jours | Données climatiques pour Knoxville (aéroport McGhee Tyson), normales de 1981 à 2010, extrêmes de 1871 à nos jours | Données climatiques pour Knoxville (aéroport McGhee Tyson), normales de 1981 à 2010, extrêmes de 1871 à nos jours | Données climatiques pour Knoxville (aéroport McGhee Tyson), normales de 1981 à 2010, extrêmes de 1871 à nos jours | Données climatiques pour Knoxville (aéroport McGhee Tyson), normales de 1981 à 2010, extrêmes de 1871 à nos jours | Données climatiques pour Knoxville (aéroport McGhee Tyson), normales de 1981 à 2010, extrêmes de 1871 à nos jours | Données climatiques pour Knoxville (aéroport McGhee Tyson), normales de 1981 à 2010, extrêmes de 1871 à nos jours | Données climatiques pour Knoxville (aéroport McGhee Tyson), normales de 1981 à 2010, extrêmes de 1871 à nos jours |
| Mois | Jan | fév | Mar | avr | Mai | Juin | juil | Août | SEP | oct | nov | déc | An |
| --- | --- | --- | --- | --- | --- | --- | --- | --- | --- | --- | --- | --- | --- |
| Record élevé ° F (° C)                                                                                            | 77 (25) | 83 (28) | 88 (31) | 93 (34) | 96 (36) | 105 (41) | 105 (41) | 102 (39) | 103 (39) | 96 (36) | 85 (29) | 80 (27) | 105 (41) |
| Maximum moyen ° F (° C)                                                                                           | 67,2 (19,6) | 71,3 (21,8) | 79,1 (26.2) | 84,6 (29,2) | 87,9 (31.1) | 92,8 (33,8) | 95,2 (35,1) | 94,6 (34,8) | 91,1 (32,8) | 83,7 (28,7) | 76,6 (24,8) | 68,3 (20.2) | 96,1 (35,6) |
| Moyenne haute ° F (° C)                                                                                           | 47,3 (8.5) | 52,3 (11.3) | 61,4 (16,3) | 70,3 (21,3) | 78,1 (25,6) | 85,4 (29,7) | 88,2 (31.2) | 87,8 (31,0) | 81,8 (27,7) | 71,2 (21,8) | 60,4 (15,8) | 49,8 (9,9) | 69,6 (20,9) |
| Moyenne basse ° F (° C)                                                                                           | 29,2 (−1,6) | 32,4 (0,2) | 39,2 (4.0) | 47,3 (8.5) | 56,2 (13.4) | 64,7 (18.2) | 68,7 (20,4) | 67,8 (19,9) | 60,4 (15,8) | 48,5 (9.2) | 39,0 (3.9) | 31,7 (−0,2) | 48,8 (9.3) |
| Minimum moyen ° F (° C)                                                                                           | 9,6 (−12,4) | 14,2 (−9,9) | 22,2 (−5,4) | 30,8 (−0,7) | 40,8 (4.9) | 52,7 (11,5) | 59,9 (15,5) | 59,7 (15,4) | 46,2 (7,9) | 32,6 (0,3) | 23,6 (−4,7) | 14,8 (−9,6) | 5.6 (−14,7) |
| Record faible ° F (° C)                                                                                           | −24 (−31) | −10 (−23) | 1 (−17) | 22 (−6) | 32 (0) | 42 (6) | 49 (9) | 49 (9) | 35 (2) | 24 (−4) | 5 (−15) | -6 (−21) | −24 (−31) |
| Précipitations moyennes pouces (mm)                                                                               | 4,32 (110) | 4.26 (108) | 4.34 (110) | 4,01 (102) | 4.51 (115) | 3,81 (97) | 5,08 (129) | 3.27 (83) | 3.24 (82) | 2,51 (64) | 4,01 (102) | 4,50 (114) | 47,86 (1 216) |
| Chutes de neige moyennes pouces (cm)                                                                              | 2.7 (6,9) | 1,6 (4.1) | 0,9 (2.3) | 0,5 (1.3) | 0 (0) | 0 (0) | 0 (0) | 0 (0) | 0 (0) | 0 (0) | trace | 0,8 (2.0) | 6.5 (17) |
| Jours de précipitation moyens (≥ 0,01 po)                                                                         | 11,2 | 11,0 | 12,0 | 10,7 | 11,4 | 11,4 | 11,3 | 8.8 | 7.7 | 8.2 | 9,9 | 11,6 | 125,2 |
| Jours de neige moyens (≥ 0,1 po)                                                                                  | 1,5 | 1.2 | 0,6 | 0,1 | 0 | 0 | 0 | 0 | 0 | 0 | 0 | 0,8 | 4.2 |
| Humidité relative moyenne (%)                                                                                     | 71,7 | 68,0 | 64,8 | 63,3 | 70,8 | 73,5 | 75,7 | 76,3 | 76,1 | 73,0 | 71,8 | 72,9 | 71,5 |
| Heures d'ensoleillement mensuelles moyennes                                                                       | 135,8 | 145,3 | 208,9 | 256,6 | 287,2 | 291.1 | 287,3 | 278,0 | 232,3 | 217,2 | 151,7 | 122,5 | 2.613,9 |
| Pourcentage de soleil possible                                                                                    | 44 | 48 | 56 | 65 | 66 | 67 | 65 | 67 | 62 | 62 | 49 | 40 | 59 |
| Source: NOAA (humidité relative et soleil 1961–1990)                                                              | | | | | | | | | | | | | |

## Population et démographie
Le Tennessee de l'Est est la plus peuplée et la plus dense des trois grandes divisions de l'État. Au recensement décennal de 2010, elle comptait 2 327 859 habitants vivant dans ses 33 comtés, qui ont une superficie totale de 35 115,76 km2. Sa population représentait 37,25 % de la population totale de l'État, et sa superficie est de 32,90 % de la superficie de l'État. Sa densité de population était de 60,358 habitants par km².
Du point de vue démographique, le Tennessee de l'Est est l'une des régions des États-Unis avec l'une des plus fortes concentrations de personnes s'identifiant comme blanches ou européennes américaines. Dans le recensement de 2010, chaque comté du Tennessee de l'Est à l'exception de Knox et Hamilton, les deux comtés les plus peuplés, avait une population qui était supérieure à 90 % de blancs.  Dans la plupart des comtés du Tennessee de l'Est, les personnes d'origine hispanique ou latino sont plus nombreuses que les Afro-Américains, ce qui est rare dans le sud-est des États-Unis. De grandes populations afro-américaines se trouvent à Chattanooga et Knoxville, ainsi que des populations considérables dans plusieurs petites villes.
Sur les dix régions statistiques métropolitaines du Tennessee, six sont situées dans le Tennessee de l'Est. Ce sont, par ordre de population : Knoxville, Chattanooga, Kingsport-Bristol, Johnson City, Cleveland et Morristown. Sont également incluses dans le Tennessee de l'Est les zones statistiques combinées de Knoxville-Sevierville-La Follette, Chattanooga-Cleveland-Athènes et Tri-Cities.

## Districts congressionnels

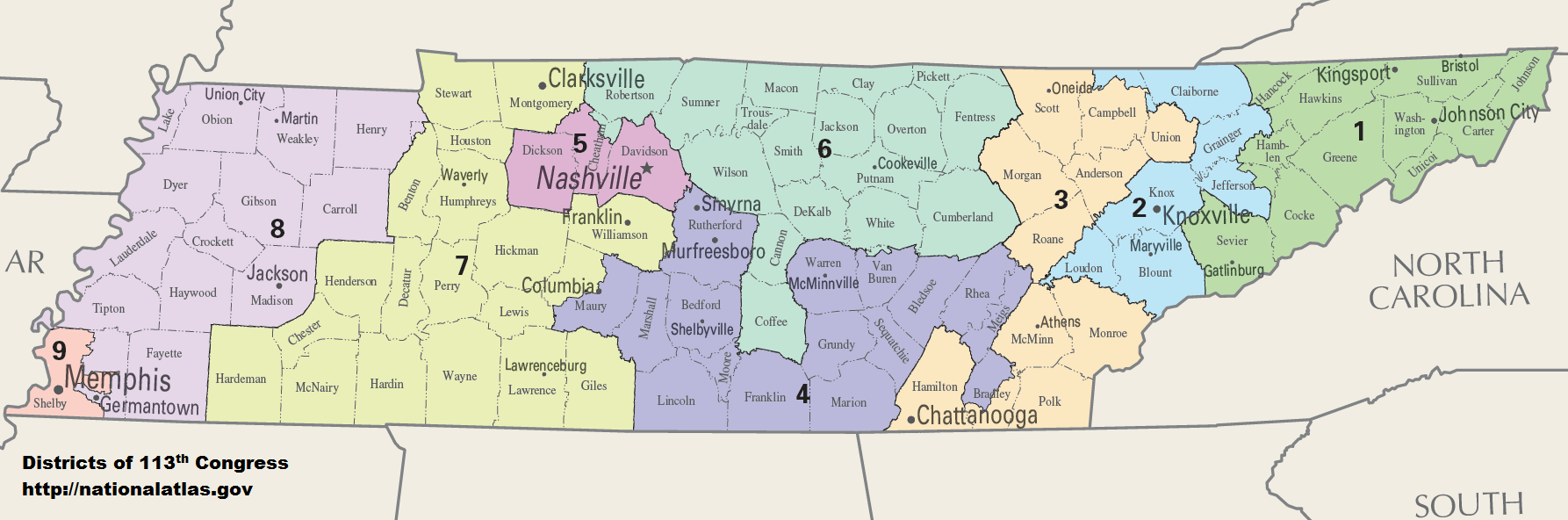
Les neuf districts congressionnels du Tennessee

Le Tennessee de l'Est comprend tous les 1er, 2e et 3e districts congressionnels  de l'État et une partie du 4e district (le Tennessee comprend en 2020, neuf districts congressionnels, chacun des districts élit un représentant à la Chambre des représentants des États-Unis). Le premier district est concentré autour de la région des Trois-villes et le nord-est du Tennessee. Le deuxième district comprend Knoxville et les comtés montagneux du sud. Le troisième district comprend la région de Chattanooga et les comtés au nord de Knoxville (les deux régions sont reliées par un couloir étroit dans l'est du comté de Roane). Le quatrième, qui s'étend dans une zone au sud-ouest de Nashville, comprend plusieurs comtés du plateau de Cumberland dans l'est du Tennessee.

## Histoire

### Les données archéologiques
Une grande partie de ce que l'on sait sur les Indiens d'Amérique préhistoriques du Tennessee de l'Est provient de la construction du réservoir de Tennessee Valley Authority (TVA), car la loi fédérale exigeait que des recherches archéologiques soient menées dans les zones qui devaient être inondées. Les fouilles sur le site Icehouse Bottom près de Vonore ont révélé que les Amérindiens vivaient dans le Tennessee de l'Est au moins 7500 av. J.-C.. Les sites importants de la période de la région boisée (1000 av. J.-C. - 1000 apr. J.-C.) incluent Rose Island (également près de Vonore) et Moccasin Bend (près de Chattanooga). Pendant ce que les archéologues appellent la période Mississippienne (c. 1000–1600 AD), les habitants amérindiens du Tennessee de l'Est vivaient dans des sociétés agraires complexes à des endroits tels que Toqua et Hiwassee Island, et avaient formé une chefferie mineure connue sous le nom de Chiaha dans la large vallée française. Des expéditions espagnoles dirigées par Hernando de Soto, Tristán de Luna et Juan Pardo ont toutes visité des habitants de la période mississippienne du Tennessee de l'Est au XVIe siècle.

### Les Cherokees et les premières explorations européennes

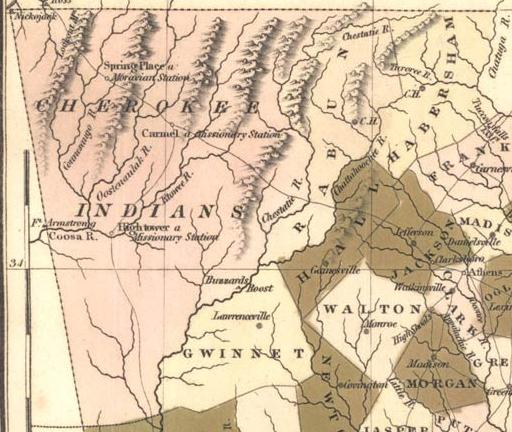
Ancien territoire cherokee en 1822, avant leur déportation vers l’Oklahoma en 1838.

Au moment où les explorateurs anglais ont commencé à arriver dans ce qui est maintenant le Tennessee de l'Est à la fin du XVIIe siècle, les  Cherokees étaient devenus la tribu dominante de la région. Les Cherokees ont établi une série de villes concentrées dans les vallées du Little Tennessee et de Hiwassee qui sont devenues les  « villes au-delà des collines » (Overhill cities), car les commerçants de Caroline du Nord, de Caroline du Sud et de Virginie ont dû passer « par-dessus » les montagnes pour les atteindre. L'alliance des Cherokees avec la Grande-Bretagne pendant la guerre franco-indienne a conduit à la construction de Fort Loudoun en 1756. Une expédition de paix dirigée par Henry Timberlake en 1761 a fourni aux voyageurs ultérieurs des connaissances inestimables concernant l'emplacement des villes et les coutumes cherokee « d'au-delà de la colline ». En 1775, une faction de Cherokees dirigée par Dragging Canoe — en colère contre l'apaisement des colons européens par la tribu — s'est dissoute pour former ce qui est devenu connue sous le nom de faction Chickamauga, qui était concentrée autour de ce qui est maintenant Chattanooga. Malgré les protestations de Dragging Canoe, les Cherokees ont été continuellement incités à céder la plupart des terres de la tribu au gouvernement américain dans une série de traités entre 1775 et 1836. Le dernier de ces traités a entraîné le déplacement tragique de la tribu vers l' Oklahoma via la piste de Larmes en 1838.

### À l'époque de la guerre de sept ans (1756-1763)
Les premiers colons du Tennessee de l'Est ont développé un type unique de grange à double porte-à-faux, qui a évolué à partir d'un type de grange antérieur de Pennsylvanie.
La fin de la guerre franco-indienne en 1763 a amené un flux d'explorateurs et de commerçants dans la région, parmi lesquels les prétendus chasseurs au long-cours, dont les expéditions de chasse ont duré plusieurs mois, voire des années. En 1769, William Bean — un associé du célèbre explorateur Daniel Boone — a construit ce qui est généralement reconnu comme la première résidence euro-américaine permanente au Tennessee le long de la rivière Watauga. Peu de temps après, James Robertson et un groupe de migrants de Caroline du Nord (certains historiens suggèrent qu'ils étaient des réfugiés des guerres des régulateurs) ont formé la colonie de Watauga à Sycamore Shoals dans la ville moderne d'Elizabethton. En 1772, les Wataugans créérent la Watauga Association, qui fut le premier gouvernement constitutionnel à l'ouest des Appalaches et la « cellule germinale » de l'État du Tennessee.

### La guerre d'indépendance américaine

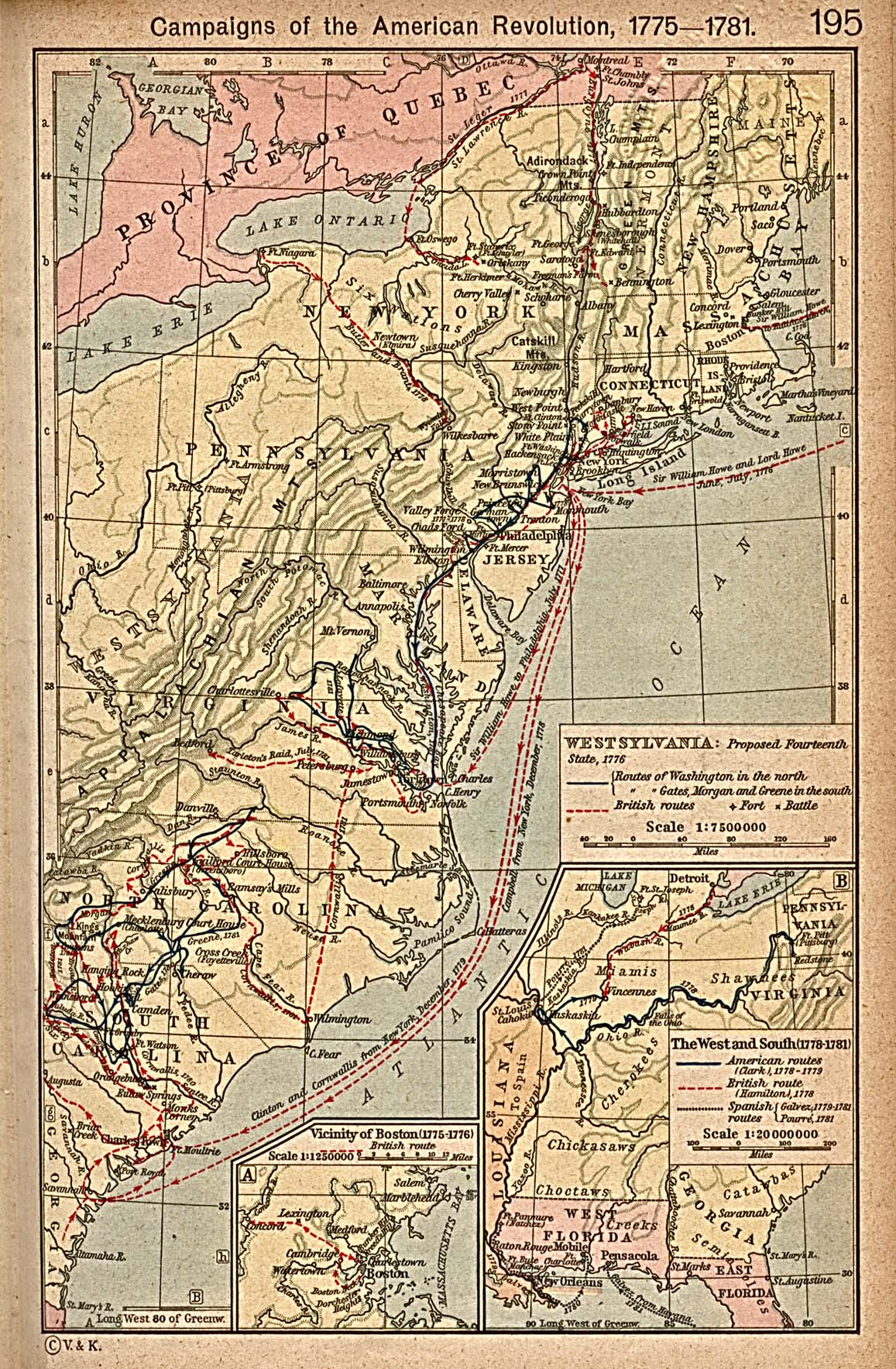
Carte des treize colonies américaines entre 1775 et 1781.

Pendant la révolution américaine, les Wataugans ont fourni 240 miliciens (dirigés par John Sevier) à la force frontalière connue sous le nom des Overmountain Men, qui a vaincu les loyalistes britanniques à la bataille de Kings Mountain. La première tentative du Tennessee pour devenir un État fut l'État de Franklin, formé dans les années 1780 avec sa capitale initialement à Jonesborough et plus tard à Greeneville, mais l'État ne fut jamais admis par le Congrès.  Le Territoire du Sud-Ouest, qui englobait une grande partie de ce qui est maintenant le Tennessee et le Kentucky, a été créé en 1790 avec William Blount comme premier gouverneur. Blount et James White ont établi la ville de Knoxville comme capitale du territoire. Knoxville deviendra plus tard la première capitale du Tennessee. La grande majorité des colons du XVIIIe siècle étaient anglais ou de descendance principalement anglaise, mais près de 20 % d'entre eux étaient également écossais-irlandais. Aujourd'hui, la plupart des gens dans le Tennessee de l'Est sont encore d'ascendance principalement anglaise, certains prétendant également être d'origine écossaise-irlandaise. Il y avait aussi plusieurs familles galloises qui se sont installées au Tennessee à la fin des années 1700 et au début des années 1800, il s'agissait de grands groupes familiaux d'immigrants venus des villes galloises de Llandeilo, Blaengweche, Llandyfan, Derwydd, Glanaman, Garnant, Upper Brynamman, Lower Brynamman, Rhosamman, Cwmllynfell, Tairgwaith, Gwaun-Cae-Gurwen, Gwnfe, Twnllanan, Llanddeusant, Ystradfellte, Llandovery et Laugharne.  Un plus grand groupe de colons est arrivé de la péninsule centrale de Virginie, ces dernières familles étaient entièrement d'origine anglaise, elles venaient des comtés de Virginie d' Essex, Gloucester, King and Queen, King William, Mathews et Middlesex ainsi que deux plus petits des groupes du comté de Buckingham, en Virginie et du comté de New Kent, en Virginie. Ils sont arrivés à la suite de grands propriétaires fonciers qui avaient acheté des terres et s'étaient étendus de telle sorte que les petits propriétaires fonciers ont dû quitter la région pour prospérer. Cette vague massive a essentiellement transplanté la population de petits exploitants d'origine anglaise de la péninsule centrale de Virginie vers le Tennessee de l'Est.  

### Périodeantebellum
Le Tennessee de l'Est abritait l'un des premiers mouvements abolitionnistes du pays, né au début du XIXe siècle. Les Quakers, qui avaient émigré de Pennsylvanie dans la région dans les années 1790, ont formé la Manumission Society of Tennessee en 1814. Les partisans notables comprenaient le pasteur presbytérien Samuel Doak, le cofondateur du Tusculum College Hezekiah Balch et le président du Maryville College Isaac Anderson. En 1820, Elihu Embree a fondé The Emancipator — le premier journal exclusivement abolitionniste du pays — à Jonesborough. Après la mort d'Embree, Benjamin Lundy a établi le Génie de l'émancipation universelle à Greeneville en 1821 pour continuer le travail d'Embree. Dans les années 1830, cependant, le mouvement abolitionniste de la région avait décliné face à une opposition farouche.
L'arrivée du chemin de fer dans les années 1850 a apporté des avantages économiques immédiats au Tennessee de l'Est, principalement à Chattanooga, qui avait été fondée en 1839. Chattanooga s'est rapidement développée en un lien entre les communautés montagneuses du sud des Appalaches et les États cotonniers du Grand Sud, étant dénommé la passerelle vers le Grand Sud. La position stratégique de Chattanooga en a fait l'un des théâtres les plus actifs de la guerre civile, car les armées confédérées considéraient la ville comme vitale pour les lignes d'approvisionnement entre la Virginie et le Grand Sud.

### La guerre civile
Juin 1861 : vote de l'ordonnance de sécession dans le Tennessee de l'Est.

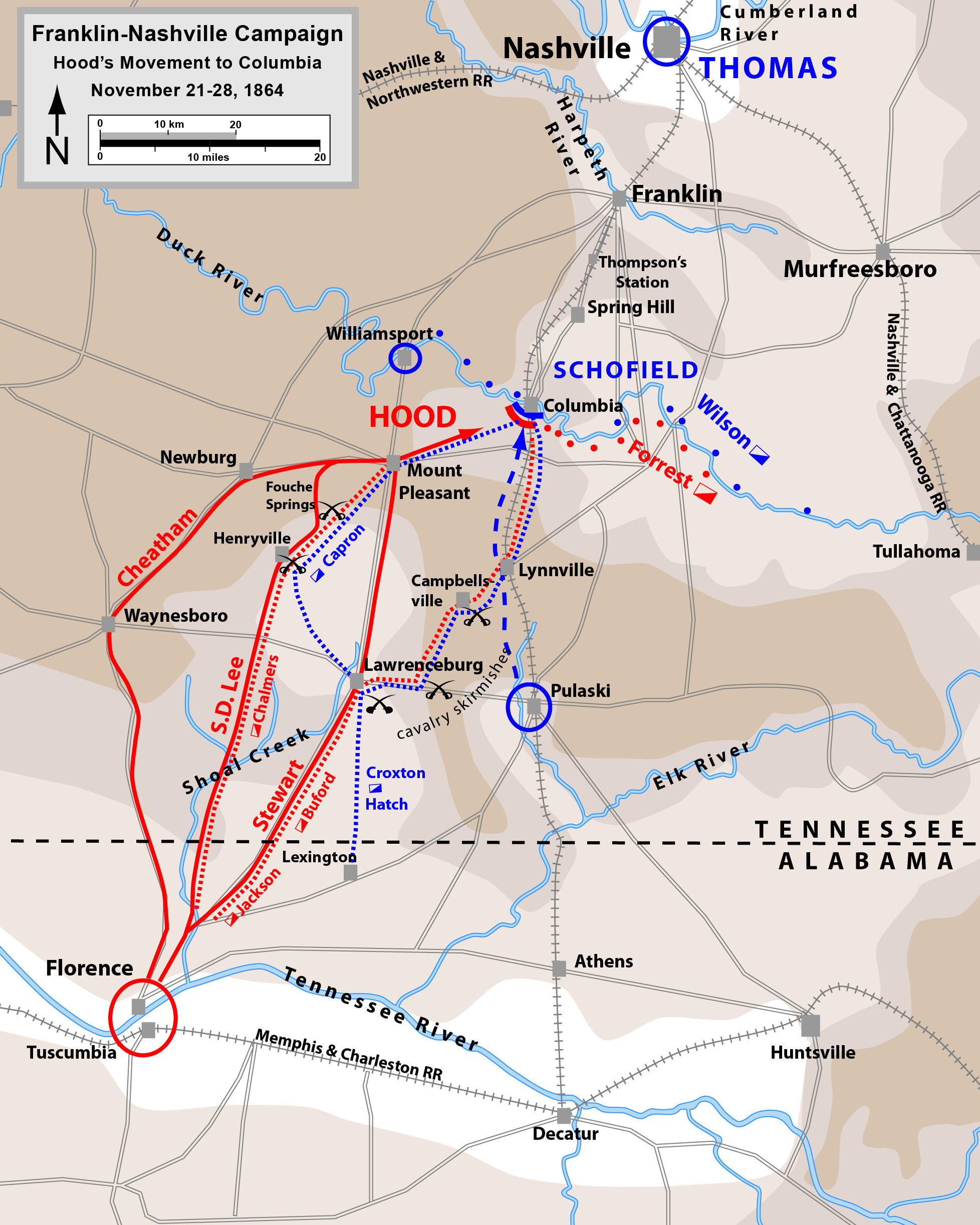
Carte de l'est du Tennessee lors de la guerre civile américaine.

Les sentiments de guerre civile du Tennessee de l'Est étaient parmi les plus complexes de toutes les régions de la nation. Le soutien des whig a été élevé dans le Tennessee de l'Est (en particulier à Knox et dans les comtés environnants) dans les années qui ont précédé la guerre, car de nombreuses personnes dans la région se méfiaient de la classe aristocratique des planteurs du Sud qui dominait le parti démocrate du Sud et la plupart des législatures des États du Sud. Lorsque le Tennessee a voté un référendum appelant à la sécession en février 1861, plus de 80 % des Tennesséens de l'Est ont voté contre, y compris des majorités dans tous les comtés sauf Sullivan et Meigs . En juin 1861, près de 70 % des Tennesséens de l'Est ont voté contre l'ordonnance de sécession (qui a réussi dans tout l'État), bien qu'avec Sullivan et Meigs, il y ait des majorités pro-sécession dans les comtés de Monroe, Rhea, Sequatchie et Polk. Il y avait aussi des majorités pro-sécession dans les villes de Knoxville et Chattanooga, bien que les comtés respectifs de ces villes aient voté de manière décisive contre la sécession.  
En juin 1861, la Unionist East Tennessee Convention se réunit à Greeneville, où elle rédigea une pétition à la législature de l'État du Tennessee exigeant que le Tennessee de l'Est soit autorisé à former un État séparé aligné sur l'Union, séparé du reste du Tennessee (à la Virginie-Occidentale). La législature a rejeté la pétition, cependant, et le gouverneur du Tennessee, Isham Harris, a ordonné aux troupes confédérées d'occuper le Tennessee de l'Est. Le sénateur Andrew Johnson et le membre du Congrès Horace Maynard  — qui malgré leur appartenance à un État confédéré ont conservé leurs sièges au Congrès — ont continuellement pressé le président Abraham Lincoln d'envoyer des troupes dans le Tennessee de l'Est, et Lincoln a par la suite fait de la libération du Tennessee de l'Est une priorité absolue. Le rédacteur en chef de Knoxville Whig, William « Parson » Brownlow, qui avait été l'un des défenseurs les plus francs de l'esclavage, a attaqué le sécessionnisme avec la même ferveur et s'est lancé dans une tournée de conférences dans les États du Nord pour rallier son soutien au Tennessee de l'Est. Cependant, les troupes de l'Union n'ont pas sécurisé Knoxville jusqu'à la fin de 1863, et Chattanooga n'a été sécurisée qu'après une série de campagnes sanglantes à la fin de la même année, à un moment charnière de la guerre civile, connue sous le nom de campagne Chattanooga.

### L’époque progressiste

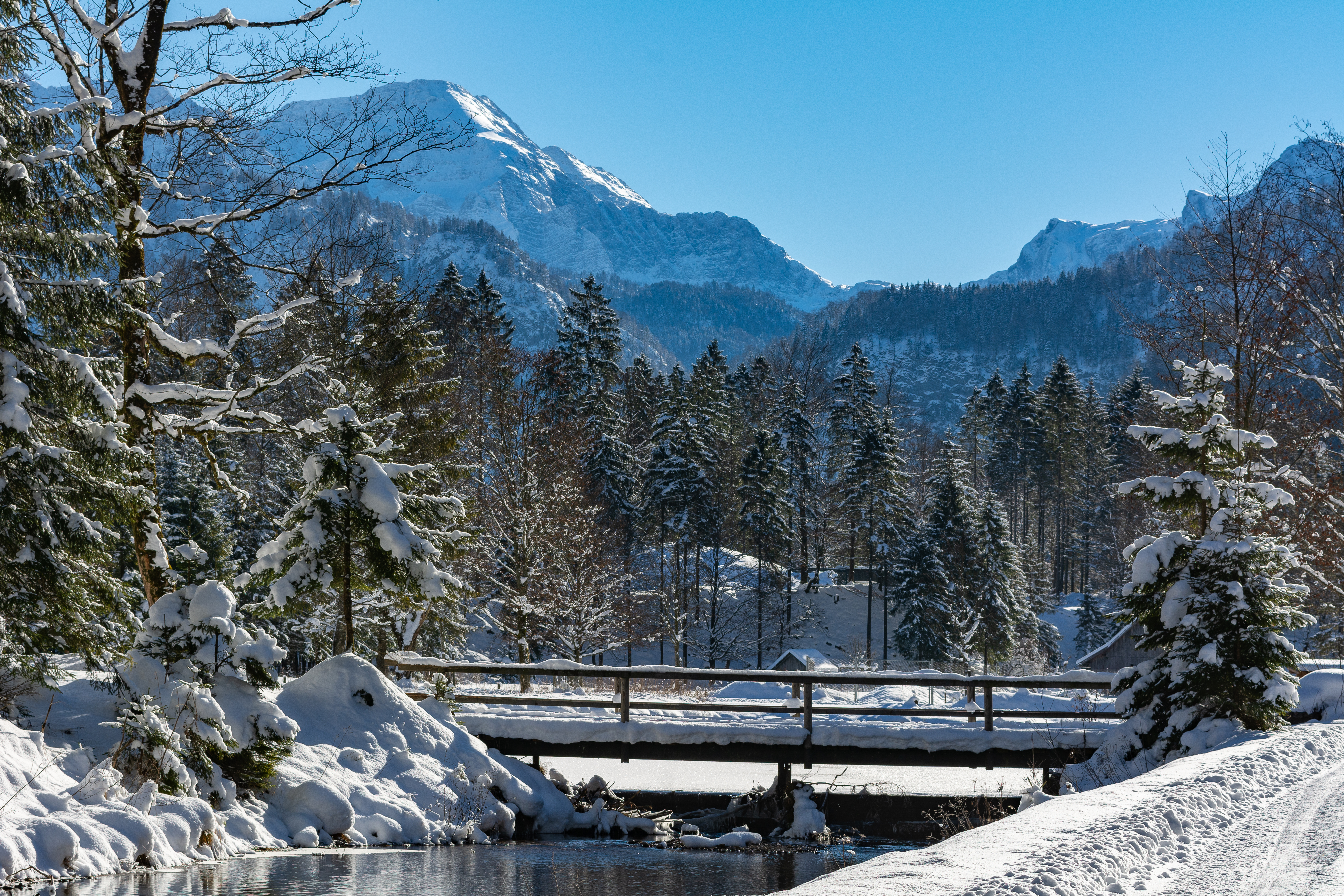
Paysage enneigé du Cumberland.

Après la guerre civile, les capitalistes du Nord ont commencé à investir massivement dans le Tennessee de l'Est, aidant ainsi l'économie ravagée de la région à se rétablir. Knoxville et Chattanooga ont connu des booms de fabrication, et leurs populations ont augmenté de façon exponentielle. D'autres villes de la région, comme Lenoir City, Harriman, Rockwood, Dayton et Englewood, ont été fondées en tant que villes d'entreprises au cours de cette période. En 1899, la première usine d'embouteillage Coca-Cola au monde a été construite à Chattanooga.  Au début des années 1900, les innovations dans les chemins de fer et les scieries ont permis aux entreprises forestières telles que la Little River Lumber Company et Babock Lumber de récolter les forêts vierges des Great Smokies et des chaînes adjacentes. La mine Burra Burra — établie dans les années 1890 dans le bassin du cuivre — était à son apogée l'une des plus grandes exploitations minières de cuivre du pays. Les opérations d'extraction de charbon ont été établies dans les zones riches en charbon du plateau de Cumberland, à savoir dans le comté de Scott, le nord du comté de Campbell et l'ouest du comté d'Anderson. Au début des années 1890, le système controversé de location de forçats du Tennessee a déclenché un soulèvement des mineurs dans le comté d'Anderson, connu sous le nom de guerre de Coal Creek. Alors que le soulèvement a finalement été écrasé, il a incité l'État à supprimer le crédit-bail, faisant du Tennessee le premier État du Sud à mettre fin à la pratique controversée.
D'autres projets ambitieux au cours de la période comprenaient la construction du barrage Ocoee no 1 et du barrage Hales Bar (achevés respectivement en 1911 et 1913) par les précurseurs de la Tennessee Electric Power Company (Tepco). Dans les années 1920, le Tennessee Eastman — destiné à devenir le plus grand employeur de l'État — a été établi à Kingsport, et à Elizabethton la société allemande Bemberg Corporation a construit deux grandes usines de rayonne. Tout aussi ambitieux était la mise en place par Aluminium Company of America d'une opération massive de fusion d'aluminium dans ce qui est maintenant Alcoa en 1914, qui a nécessité la construction d'une grande usine et d'une ville d'entreprise et la construction d'une série de barrages le long de la Little Tennessee River pour alimenter la centrale en énergie hydroélectrique.

### La Grande Dépression et la Seconde Guerre mondiale

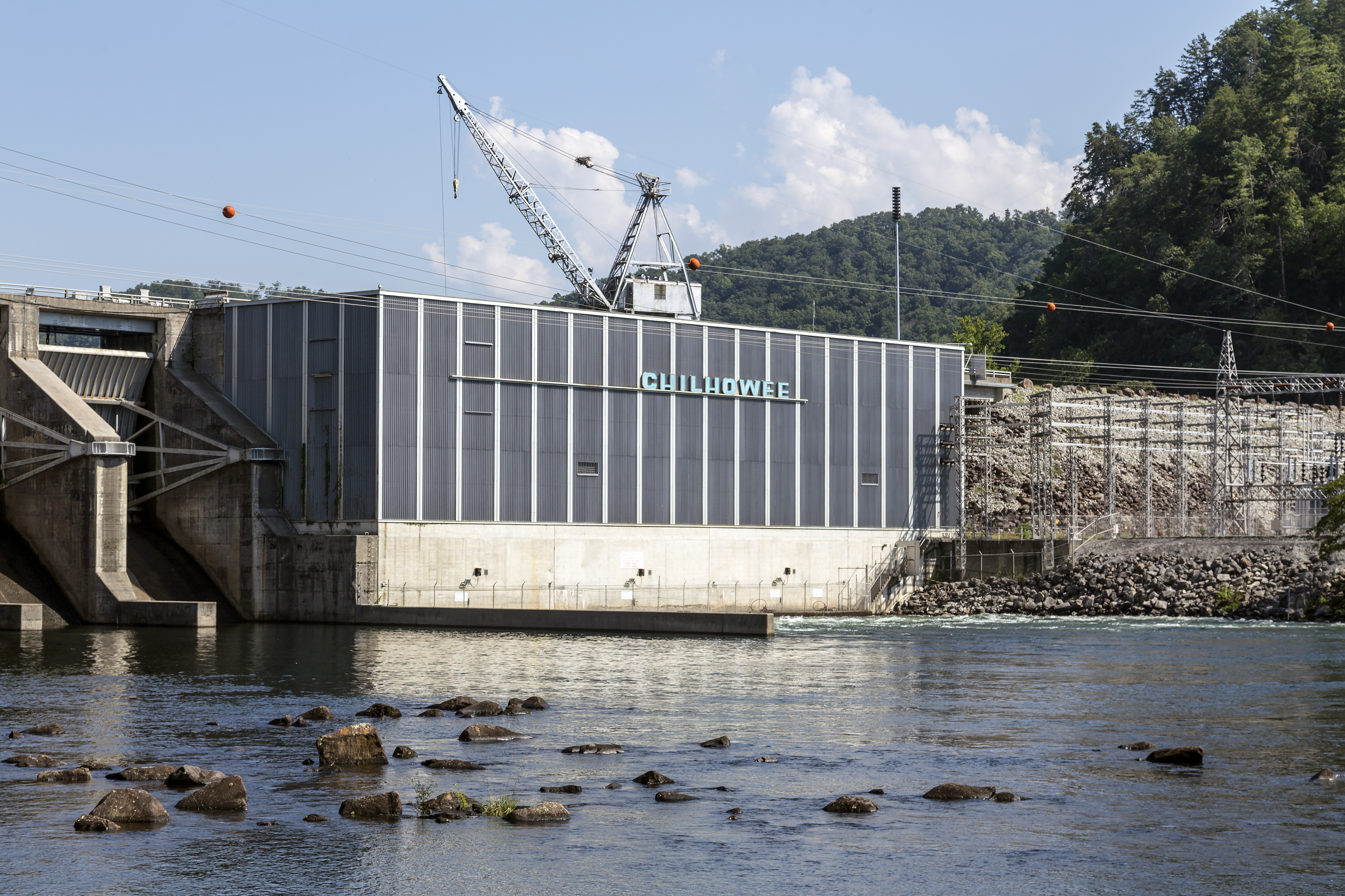
Barrage sur le Tennessee datant de l'époque du New Deal.

Sur une période de deux décennies, la Tennessee Valley Authority (TVA), créée en 1933 au plus fort de la Grande Dépression, a radicalement modifié le paysage économique, culturel et physique du Tennessee de l'Est. La TVA a cherché à construire une série de barrages sur le bassin versant de la rivière Tennessee pour contrôler les inondations, apporter de l'électricité bon marché au Tennessee de l'Est et à relier Knoxville et Chattanooga aux voies navigables intérieures du pays en créant un canal navigable en continu le long de la totalité de la rivière Tennessee. En commençant par le barrage de Norris en 1933, l'agence a construit dix barrages dans le Tennessee de l'Est (et cinq autres de l'autre côté de la frontière en Caroline du Nord et en Géorgie) sur une période de deux décennies. Melton Hill et Nickajack ont été ajoutés dans les années 1960, et le dernier, Tellico Dam, a été achevé en 1979 après une bataille juridique controversée de cinq ans avec les écologistes. La TVA a également pris le contrôle des actifs de Tepco après une lutte juridique dans les années 1930 avec le président de Tepco Jo Conn Guild et l'avocat Wendell Willkie, qui a finalement été rejeté par la Cour suprême des États-Unis. 
La configuration physiographique et la nature rurale du Tennessee de l'Est en ont fait l'endroit idéal pour les installations d'enrichissement d'uranium du projet Manhattan — l'initiative la plus secrète du gouvernement fédéral de l'époque de la Seconde Guerre mondiale pour construire la bombe atomique. À partir de 1942, le US Army Corps of Engineers a construit ce qui est maintenant la ville d'Oak Ridge, et l'année suivante les travaux ont commencé sur les installations d'enrichissement, K-25 et Y-12. Pendant la même période, le Tennessee Eastman a construit le Holston Ordnance Works à Kingsport pour la fabrication d'un explosif connu sous le nom de Composition B. La société ALCOA, cherchant à répondre à la demande en temps de guerre d'aluminium (qui était nécessaire pour la construction d'avions), a construit son usine du Nord, qui au moment de son achèvement était la plus grande usine du monde sous un même toit. Pour répondre à la demande croissante de la région en électricité, la TVA a accéléré la construction de son barrage, achevant les barrages de Cherokee et Douglas en un temps record, et construisant le massif barrage de Fontana juste de l'autre côté de la ligne d'État, en Caroline du Nord.

### Musique

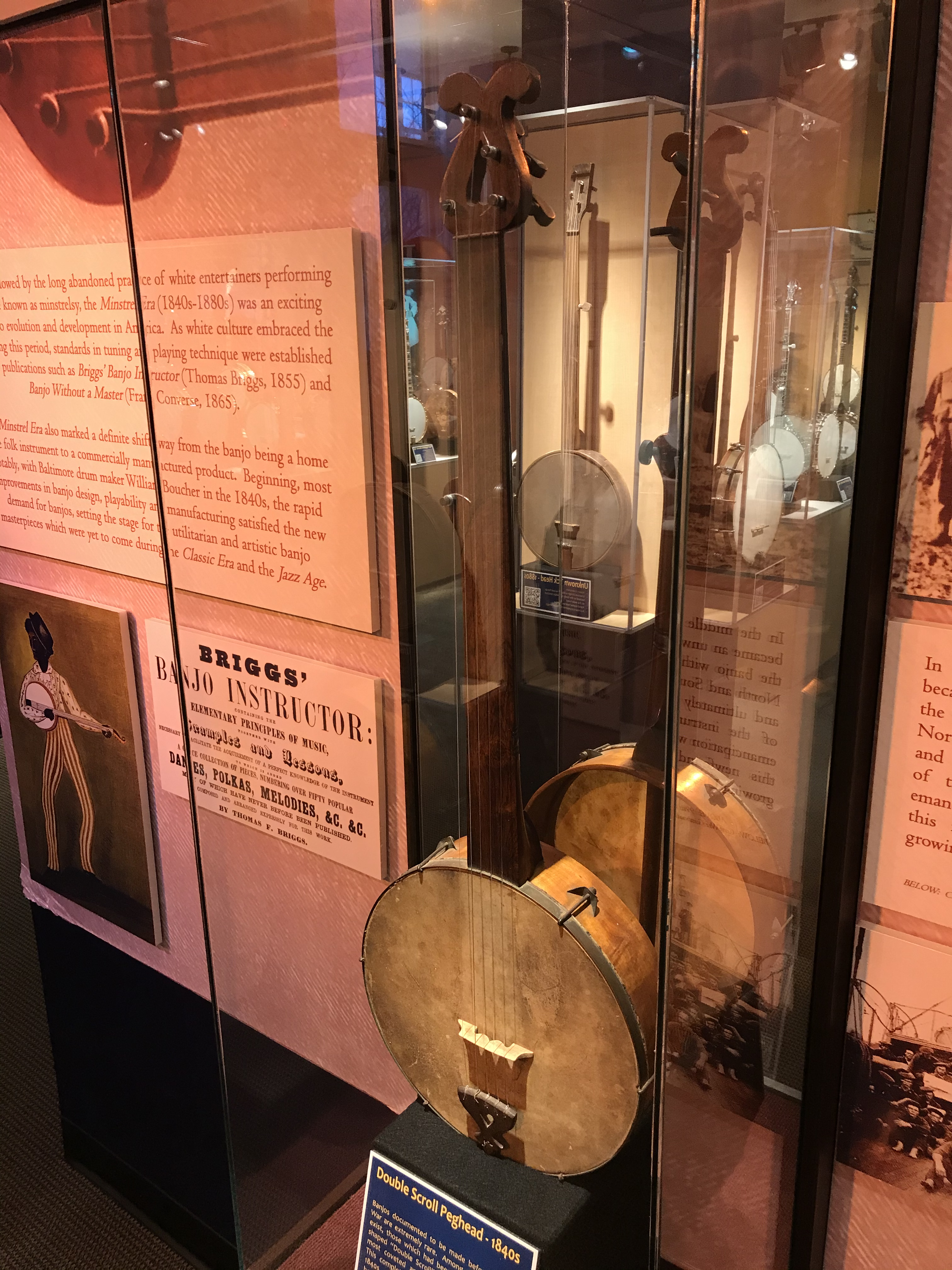
Banjo à corde séché vers 1840

La musique appalachienne a évolué à partir d'un mélange de ballades anglaises et écossaises, d'airs de violon irlandais et écossais, de blues afro-américain et de musique religieuse. En 1916 et 1917, le folkloriste britannique Cecil Sharp a visité Flag Pond, Sevierville, Harrogate et d'autres régions rurales de la région où il a transcrit des dizaines d'exemples de ballades du "Vieux Monde" transmises de génération en génération par les premiers colons anglais de la région. Oncle Am Stuart, Charlie Bowman, Clarence Ashley, GB Grayson et Theron Hale étaient parmi les premiers musiciens les plus connus de l'Est du Tennessee.
En 1927, la Victor Talking Machine Company a organisé une série de sessions d'enregistrement à Bristol qui a vu la montée de musiciens tels que Jimmie Rodgers et la famille Carter. Les sessions d'enregistrement suivantes, telles que les sessions de Johnson City en 1928 et les sessions de Knoxville St. James en 1930 se sont avérées lucratives, mais à la fin des années 1930, le succès du Grand Ole Opry avait attiré une grande partie du talent de la région à Nashville. Dans les années 1940, le Grand Ole Opry et les labels de musique associés ont commencé à utiliser " country " au lieu de "hillbilly" pour leur genre, dans l'espoir d'attirer un public plus large.

### Tourisme
Alors que les sources montagneuses de l'Est du Tennessee et les élévations supérieures plus fraîches de ses zones montagneuses ont longtemps fourni un refuge contre la chaleur estivale de la région, une grande partie de l'industrie touristique de l'Est du Tennessee est le résultat des mouvements de conservation des terres dans les années 1920 et 1930. Le parc national des Great Smoky Mountains, créé au début des années 1930, a conduit à un boom touristique dans les comtés de Blount et Sevier, convertissant efficacement les minuscules hameaux de montagne de Gatlinburg et Pigeon Forge en villes balnéaires. Le sentier des Appalaches, l'un des sentiers de randonnée les plus connus au monde, a été construit au milieu des années 1930 et passe le long de la frontière entre le Tennessee et la Caroline du Nord. La forêt nationale de Cherokee a été créée au cours de la même période, préservant ou restaurant plus de 600 000 acres (2 400 km2) de terres forestières, notamment à Roan Mountain, dans les montagnes Unicoi (maintenant traversées par la Cherohala Skyway) et le long de la rivière Ocoee, qui est devenu l'une des zones de rafting les plus populaires du pays.
Au début des années 1930, les entrepreneurs ont établi des attractions touristiques à Rock City et Ruby Falls sur Lookout Mountain, peut-être mieux connus pour leurs publicités uniques peintes sur les toits des granges du sud-est.  TVA considérait la création de possibilités récréatives le long de ses réservoirs comme une priorité, et des réservoirs comme le lac Norris et le lac Chickamauga sont depuis devenus des lieux de chasse et de pêche. L'agence était également responsable de la création de parcs d'État tels que Big Ridge State Park et Harrison Bay State Park . Knoxville a accueilli l' Exposition universelle de 1982, qui a attiré plus de 11 millions de visiteurs, ce qui en fait l'une des foires mondiales les plus populaires de l'histoire. Au début des années 1990, l' aquarium du Tennessee - l'un des plus grands aquariums d'eau douce au monde - a ouvert ses portes à Chattanooga.  L'Aquarium du Tennessee a coïncidé avec la revitalisation du bord de la rivière de Chattanooga, ce qui a contribué à renforcer les quartiers du centre-ville. Les quartiers du centre-ville rejoignant les autres attractions situées dans le comté de Hamilton, le comté a dépassé 1 milliard de dollars en revenus touristiques  une première pour les grandes villes de l'est du Tennessee. La ville est devenue un haut lieu des sports de plein air, annoncée comme la "meilleure ville de tous les temps"  par le magazine Outside .

### Dans la culture populaire
La culture de l'Est du Tennessee a été représentée dans de nombreuses chansons à succès, émissions de télévision et films. Le Ford Show, diffusé sur NBC de 1956 à 1961, était organisé par le Tennessee Ernie Ford (originaire de Bristol).

#### Davy Crockett
La Ballade de Davy Crockett a contribué à populariser le film de 1955 Davy Crockett, roi de la frontière sauvage. Enregistré et présenté pour la première fois dans la série télévisée Disneyland en 1954, il a été couvert par un certain nombre d'artistes, notamment le Tennessee Ernie Ford. Les paroles de la chanson disent que Crockett est "né au sommet d'une montagne dans le Tennessee", mais son véritable lieu de naissance était Limestone, Tennessee, la maison de Davy Crockett Birthplace State Park. En plus de ses exploits renommés et de son service militaire, Crockett a servi le Tennessee en tant que législateur d'État et membre du Congrès.

#### Daniel Boone
Le héros folk Daniel Boone, qui a aidé à explorer l'Est du Tennessee, a été honoré dans la bande originale de la série télévisée Daniel Boone, qui a duré de 1964 à 1970. La dernière des trois versions de la chanson thème était chanté par The Imperials, un groupe de musique chrétienne aux Grammy Awards.  

#### Christy
Christy, une série télévisée de CBS des années 1990, était basée sur la vie du village dans les années 1910 à l'est du Tennessee.  Le spectacle, qui a été plus tard développé dans une série de films de télévision, a présenté la musique traditionnelle de montagne.  " ChristyFest ", tenu chaque été, est consacré au roman, à la musique, séries télévisées et aux films, et inclut la musique folklorique en direct.  

#### Le manteau de plusieurs couleurs de Dolly Parton
Le film télévisé Coat of Many Colours de Dolly Parton, diffusé sur NBC en 2015. Le film a été inspiré par sa chanson et son album du même nom de 1971, et raconte son enfance dans les montagnes du Tennessee. Le film a été généralement salué par la critique et a reçu le Tex Ritter Award de l'Academy of Country Music.

## Économie

### Le tissu économique de la région
Tout au long du XIXe et du début du XXe siècle, l'économie rurale du Tennessee dépendait fortement de l'agriculture de subsistance . L'agriculture joue toujours un rôle vital dans l'économie du Tennessee, comme les tomates renommées du comté de Grainger . Dans les villes, cependant, le secteur manufacturier était la principale source de prospérité et de croissance. En 2000, un peu plus de 1% de la population de la région était employée dans l'agriculture ou les industries connexes. Au recensement de 2000, la fabrication représentait environ 20% des emplois de la région, les principaux employeurs étant la Tennessee Valley Authority (basée à Knoxville avec 12 893 employés à temps plein), Eastman Chemical à Kingsport (10 000 employés), Sea Ray à Knoxville (3 500 employés), Denso Manufacturing à Maryville et Athènes (plus de 3 000 employés) et Pilot Flying J à Knoxville (avec plus de 550 sites à l'échelle nationale). Les services de santé et d'éducation représentaient 20% des emplois de la région, les principaux employeurs étant Bluecross-Blueshield of Tennessee (4 144 employés), le Baptist Hospital system de Knoxville (4 000 employés) et le Tennessee Department of Health de Chattanooga (4 000 employés). Les industries du tourisme et des loisirs représentent un peu moins de 10% de la main-d'œuvre de l'Est du Tennessee, les principales attractions étant le parc national des Great Smoky Mountains (9 millions de visiteurs par an), l' aquarium du Tennessee à Chattanooga (un million de visiteurs par an), le zoo de Knoxville(plus de 400 000 visiteurs par an) et des sites historiques comme le Musée des Appalaches et du Rugby . Parmi les autres employeurs importants, mentionnons les sociétés de camionnage Chattanooga US Xpress (8 100 employés) et Covenant Transportation (5 000 employés), et l' usine Y-12 d'Oak Ridge (4 750 employés).  Les bancs de moules dans la vallée supérieure de la rivière Tennessee, principalement au-dessus de Knoxville, constituent la seule source importante de perles d'eau douce aux États-Unis. [ citation nécessaire ]

### Les réalisations du New Deal (1932-1945)

Logo de la Tennessee Valley Autority grand plan de relance keynésienne de l'économie américaine avec de grand travaux d’aménagement du territoire pour faire face à la crise de 1929 initier par le président Franklins delano Roosevelt au pouvoir de 1932 à 1945

La Tennessee Valley Authority, dont les activités administratives ont leur siège à Knoxville et les centrales électriques à Chattanooga, fournit la majeure partie de l'électricité de la région via ses barrages hydroélectriques ainsi que des centrales au charbon près de Kingston, une centrale au gaz près de Rogersville, Sequoyah et Watts. Barrer les centrales nucléaires, l' usine de stockage par pompage de Raccoon Mountain et une installation éolienne au sommet de Buffalo Mountain, près d'Oak Ridge. Ces dernières années, l'efficacité de TVA a été débattue, certains affirmant qu'elle a sauvé l'Est du Tennessee d'un avenir sombre, et d'autres affirmant que l'agence est une bureaucratie mal gérée et inutile.
Avec l'expansion du réseau intelligent à Chattanooga et l'Internet le plus rapide de l'hémisphère occidental,  Chattanooga a commencé à développer ses secteurs techniques et financiers en raison de sa scène de start-up en plein essor.

### Commission régionale des Appalaches
La Commission régionale des Appalaches a été créée en 1965 pour aider au développement économique de la région des Appalaches, qui est loin derrière le reste de la nation sur la plupart des indicateurs économiques. La région des Appalaches actuellement définie par la Commission comprend 420 comtés dans 13 États, y compris tous les comtés de l'Est du Tennessee. La Commission attribue à chaque comté l'une des cinq désignations économiques possibles - en difficulté, à risque, en transition, compétitive ou en voie de réalisation - les pays "en difficulté" étant les plus menacés sur le plan économique et les pays "atteints" étant les plus prospères sur le plan économique. Ces désignations reposent principalement sur trois indicateurs: le taux de chômage moyen sur trois ans, le revenu du marché par habitant et le taux de pauvreté.
En 2003, le Tennessee «appalachien» - qui comprenait l'ensemble du Tennessee oriental et les comtés les plus à l'est du Tennessee moyen - avait un taux de chômage moyen sur trois ans de 4,9%, contre 5,6% dans tout l'État et 5,5% dans tout le pays. En 2002, les Appalaches du Tennessee avaient un revenu du marché par habitant de 19 936 $, contre 20 422 $ dans tout l'État et 26 420 $ dans tout le pays. En 2000, le Tennessee des Appalaches avait un taux de pauvreté de 14,2%, contre 13,6% à l'échelle de l'État et 12,4% à l'échelle nationale. En 2014, dix comtés de l'Est du Tennessee - Bledsoe, Campbell, Cocke, Greene, Hancock, Johnson, Meigs, Monroe, Scott et Van Buren - ont été désignés «en détresse», tandis que onze - Carter, Claiborne, Cumberland, Grainger, Jefferson, McMinn, Morgan, Polk, Rhea, Unicoi et Union - ont été désignés «à risque». Aucun comté de l'Est du Tennessee n'a reçu le "compétitif" ou désignations de "niveau de réalisation", et les 12 comtés restants ont été désignés "transitoires". Hancock avait le taux de pauvreté le plus élevé de l'Est du Tennessee, avec 29,4% de ses résidents vivant en dessous du seuil de pauvreté. Knox affichait le revenu par habitant le plus élevé de l'Est du Tennessee (25 999 $) et le taux de chômage le plus bas (2,8%), bien que Hamilton se classait juste derrière avec ces deux indicateurs.

## Enseignement supérieur
Les principales universités publiques de la région sont les campus de Knoxville et Chattanooga de l' Université du Tennessee et de l'Université d'État d'East Tennessee à Johnson City. Les établissements privés de quatre ans comprennent Bryan College, Carson – Newman University, King University, Lee University, Lincoln Memorial University, Maryville College, Milligan College, Lipscomb University, Johnson University, Tennessee Wesleyan University et Tusculum University. Plusieurs collèges communautaires publics et écoles professionnelles / techniques sont également situés dans la région, comme le Northeast State Community College à Blountville, le Walters State Community College à Morristown, le Pellissippi State Community College près de Knoxville, le Chattanooga State Community College et le Cleveland State Community College. Le Tennessee College of Applied Technology compte plusieurs campus dans la région.
Les équipes sportives de l'Université du Tennessee, surnommées les « Volontaires » ou «Vols», sont les équipes sportives les plus populaires de la région et constituent une industrie de plusieurs millions de dollars. L'équipe de football de l'université joue au stade Neyland, l'un des plus grands stades du pays.  Neyland est flanqué de la Thompson – Boling Arena, qui a battu plusieurs records de fréquentation pour le basket-ball masculin et féminin.

## Politique
| An   | REPRÉSENTANT   | DEM            | Autres       |
| ---- | -------------- | -------------- | ------------ |
| 2016 | 69,26% 638 260 | 25,96% 239 241 | 4,78% 44 086 |
| 2012 | 68,00% 602 623 | 30,22% 267 804 | 1,78% 15 760 |
| 2008 | 65,28% 610 413 | 33,22% 310 586 | 1,50% 14 021 |
| 2004 | 63,91% 573 626 | 35,33% 317 150 | 0,76% 6 783  |
| 2000 | 58,34% 449 014 | 40,00% 307 924 | 1,66% 12 772 |

Politiquement, l'Est du Tennessee a toujours été une valeur aberrante massive au Tennessee et dans le Sud. C'est l'une des rares régions du Sud à avoir systématiquement voté républicain depuis la guerre civile et l'une des plus anciennes régions républicaines des États-Unis. En effet, plusieurs comtés de la région sont parmi les rares du pays à n'avoir jamais voté pour un démocrate lors d'une élection présidentielle.
Les 1er et 2e districts du Congrès de l'État, ancrés respectivement dans les trois villes et Knoxville, sont parmi les rares régions ancestrales républicaines du Sud. Le 1er a été détenu par les républicains ou leurs prédécesseurs sans interruption depuis 1881, et pour tous sauf quatre ans depuis 1859. Le 2e est aux mains des républicains ou de leurs prédécesseurs depuis 1855. Jusqu'aux années 1950, les membres du Congrès des 1er et 2e districts étaient parmi les rares membres du Congrès républicains vraiment supérieurs du Sud. Historiquement, les démocrates étaient plus compétitifs dans le 3e district de Chattanooga, mais les tendances récentes l'ont rendu presque aussi fermement républicain que les 1er et 2e districts.

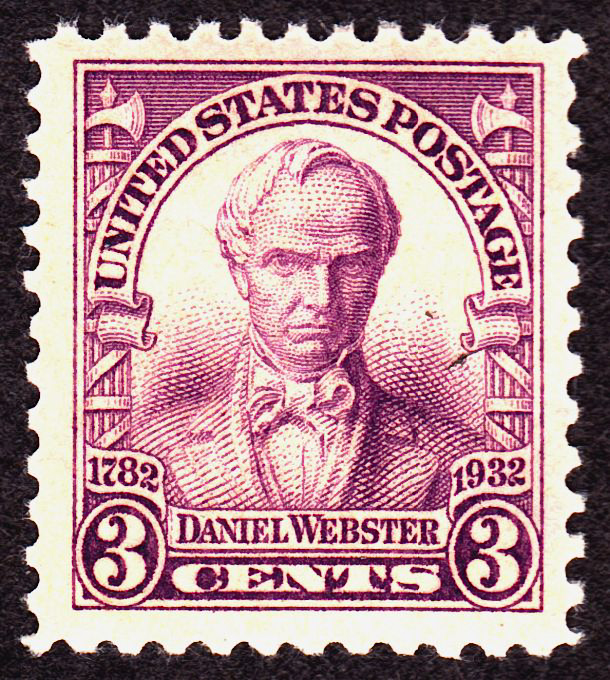
Daniel Webster est un philosophe américain et homme politique du Tennessee qui fonda le parti républicain alors anti-aristocratique et anti-esclavagiste s'opposant alors aux démocrates.

Les tendances républicaines de l'Est du Tennessee sont enracinées dans ses sentiments antigelighe Whig (l'historien OP Temple retrace en fait ce sentiment aux Covenanters anti-aristocratiques d'Écosse).  Comme dans la plupart des Appalaches du Sud, les fermiers yeoman de la région se sont affrontés avec les planteurs à grande échelle et les intérêts commerciaux qui contrôlaient le Parti démocrate et dominaient la plupart des législatures des États du Sud. Les East Tennesseans vénéraient des gens comme John Sevier et Davy Crockett, et étaient attirés par les philosophies politiques de Henry Clay et Daniel Webster .  Ils avaient tendance à rejeter les politiques des démocrates du Sud, qui étaient considérés comme «aristocratiques» (la popularité d'Andrew Jackson dans la région de Chattanooga - qu'il a aidé à ouvrir à la colonisation américano-européenne - a cependant créé une base démocratique plus forte dans le sud-est du Tennessee). Au début des années 1840, le sénateur de l'époque, Andrew Johnson, a en fait présenté un projet de loi à l'Assemblée législative de l'État qui aurait créé un État distinct dans l'Est du Tennessee.
Alors que les Whigs se sont désintégrés dans les années 1850, les Tennesséens de l'Est ont continué leur opposition aux démocrates du Sud avec le Parti d'opposition et le Parti de l'Union constitutionnelle, ce dernier capturant les votes électoraux de l'État en 1860. Sentiment pro-union pendant la guerre civile (qui a été renforcé par l'occupation par l'armée confédérée de la région) a évolué en soutien au président Lincoln. Les membres du Congrès des 1er et 2e districts étaient les seuls membres du Congrès qui n'ont pas démissionné lorsque le Tennessee a fait sécession. Les habitants de ces districts se sont immédiatement identifiés avec les républicains après la fin des hostilités et ont depuis soutenu le GOP, dans les bons et les mauvais moments.
Les politiques radicalement républicaines d'après-guerre du gouverneur William "Parson" Brownlow ont fortement polarisé l'État le long des lignes de parti, les Tennesséens de l'Est soutenant principalement Brownlow et les Tennesséens du Moyen et de l'Ouest le rejetant principalement. Les démocrates du Sud ont repris le contrôle du gouvernement de l'État au début des années 1870, mais le sentiment républicain est resté solide dans l'Est du Tennessee, en particulier dans les 1er et 2e districts. Dans les années 1880, les démocrates de l'État avaient un accord non écrit avec les républicains de l'État par lequel les républicains diviseraient le patronage présidentiel des présidences républicaines avec les démocrates tant que les démocrates leur permettraient de continuer à exercer une influence sur les affaires de l'État.
En 1888, Henry Clay Evans, né en Pennsylvanie, a été élu au siège du Congrès du 3e district (la région de Chattanooga). Evans, qui a rejeté le compromis et la division du favoritisme présidentiel avec les démocrates de l'État, a fermement soutenu un projet de loi qui aurait cédé le contrôle des élections de l'État au gouvernement fédéral. En réponse, la législature d'État gerrymandered le 3e District, assurant la défaite d'Evans en 1890.  Après 1901, plus d'un demi-siècle s'est écoulé sans que la législature d'État se redistribue, malgré les mouvements de population. En 1959, le résident de Memphis Charles Baker a poursuivi le législateur dans l'espoir de le forcer à redessiner les quartiers, culminant dans l'édifice historique de la Cour suprême des États-Unis casBaker c. Carr .  Dans les décennies qui ont suivi cette affaire, le 3e district a été redessiné à plusieurs reprises, et un nouveau 4e district a été découpé en partie dans les 1er, 2e et 3e districts. Le cycle de redécoupage des années 2000 a rendu le 3e plus républicain et le 4e plus démocrate.  Après les élections de 2010 et le redécoupage avant 2012, cependant, les républicains qui contrôlaient le gouvernement de l'État ont rendu les 3e et 4e districts nettement plus républicains, et les deux figurent désormais sur le papier parmi les districts les plus républicains du pays.